# Лијерна
Лијерна уздиже цело Lago di Como.— Сигисмондо Болдони, Storia antica di Como, том 1, 1860, стр. 145
Lierna oplemenjuje celo Lago di Como.— Sigismondo Boldoni, Storia antica di Como, tom 1, 1860, str. 145
Према процени из 2011. у насељу је живело 2232 становника. Насеље се налази на надморској висини од 251 м.

## Становништво
Према резултатима пописа становништва 2011. у општини је живело 2.232 становника.
| 1931. | 1936. | 1951. | 1961. | 1971. | 1981. | 1991. | 2001. | 2011. |
| ----- | ----- | ----- | ----- | ----- | ----- | ----- | ----- | ----- |
| 917   | 915   | 1.169 | 1.289 | 1.418 | 1.549 | 1.668 | 2.025 | 2.232 |